# メルローズ・プレイス
メルローズ・プレイス（Melrose Place）は、アメリカ・1992年～1999年及び2009年9月8日～2010年4月13日まで放映されていた恋愛ドラマ（海外ドラマ）である。
日本ではWOWOW（1992年〜1994年、第4シーズンまで）とスカパー!(FOXとムービープラスで全シーズン)で放送された。

## 概要
カリフォルニア、ロサンゼルスのウェスト・ハリウッド地区にあるアパートメント「メルローズ・プレイス」。
そこで生活する住人の恋愛と人生を描いた恋愛ドラマ。
元々『ビバリーヒルズ青春白書』の姉妹編として登場した青春群像劇だったが、アマンダが現れた辺りからストーリーが泥沼化し、ひいてはヒロインのアリソンのキャラクター設定まで変わってしまったという無茶苦茶ぶりだった。だがそんなソープ・オペラ化してからの方が視聴率が上がったという。

## 登場人物
アリソン・パーカー(Alison Parker Armstrong)
演：コートニー・ソーン＝スミス/吹き替え：松井菜桜子
ロサンゼルスのアパート“メルローズ・プレイス”に住む女性。
広告代理店D&Dに勤務。アルコール依存症をかかえている。
ビリー・キャンベル (Billy Campbell)
演：アンドリュー・シュー　吹き替え:子安武人
アリソンのルームメイト。
マイケル・マンシーニ (Dr. Michael Mancini)
演：トーマス・キャラブロ/吹き替え：速水奨
外科医。ジェーンの夫。
ジェーン・マンシーニ(Jane Andrews Mancini)
演：ジョシー・ビセット/吹き替え：勝生真沙子
デザイナー。マイケルの妻。　
アマンダ・ウッドワード(Amanda Woodward)
演：ヘザー・ロックリア/吹き替え：幸田直子
アリソンの上司。第1シーズン中盤から登場。第2シーズンでは“メルローズ・プレイス”のオーナーになる。
シドニー・アンドリュー(Sydney Andrews)
演：ローラ・レイトン/吹き替え：篠原恵美
ジェーンの妹。
ドクター・ピーター・バーンズ(Dr. Peter Burns)
演：ジャック・ワグナー/吹き替え：仲野裕
ドクター・キンバリー・ショー(Dr. Kimberly Shaw)
演：マーシャ・クロス/吹き替え：金野恵子
ジェイク・ハンソン (Jake Hanson)
演：グラント・ショー/吹き替え：鈴置洋孝
ジョー・ベス・レイノルズ(Jo Beth Reynolds)
演：ダフネ・ズニーガ/吹き替え：小宮和枝
カメラマン
メーガン・ルイス(Megan Lewis Mancini)
演：ケリー・ラザフォード/吹き替え：中村千絵
マット・フィールディング(Matt Fielding)
演：ダグ・サヴァント/吹き替え：柴本浩行
ゲイ
ジェニファー・マンシーニ(Jennifer Mancini Campbell)
演：アリッサ・ミラノ/吹き替え：高森奈緒
ブルック・アームストロング(Brooke Armstrong)
演：クリスティン・デイビス/吹き替え：小川里永子
D&Dに勤務。
オードリー
演：ステファニー・キャメロン/吹き替え：大原さやか
ジェフリー・リンゼイ
演：ジェイソン・ベギー　吹き替え：
ローレン(Lauren Ethridge)
演：クリスチャン・アルフォンソ　吹き替え：
第2シーズンで売春組織を運営する人物として登場。

## スタッフ
- 製作総指揮：ダレン・スター（第3シーズンまで）、アーロン・スペリング、E・デューク・ビンセント
- 企画：ダレン・スター
- 脚本：ダレン・スター、チャールズ・プラットJr、フランク・サウス、キャロル・メンデルソーン、ディー・ジョンソン
- 音楽：ティム・トゥルーマン

## エピソード・タイトル

### 第1シーズン
|    | タイトル               | 原題                       | 備考         |
| -- | ---------------------- | -------------------------- | ------------ |
| 1  | ビリーとの出会い       | Pilot                      | パイロット版 |
| 2  | ガールフレンド侵入す   | Friends & Lovers           |              |
| 3  | 結婚指輪               | Lost & Found               |              |
| 4  | 盗まれたコピー         | For Love of Money          |              |
| 5  | それぞれの勇気         | Leap of Faith              |              |
| 6  | 夢とのギャップ         | Second Chances             |              |
| 7  | セカンド・チャンス     | My Way                     |              |
| 8  | ロンリー・ハート       | Lonely Hearts              |              |
| 9  | 彼女はシングル・ママ   | Responsibly Yours          |              |
| 10 | 新たな絆               | Burned                     |              |
| 11 | 思い乱れて             | A Promise Broken           |              |
| 12 | 恋の始まり             | Polluted Affairs           |              |
| 13 | 決心の時               | Dreams Come True           |              |
| 14 | 不倫の終止符           | Drawing the Line           |              |
| 15 | 新しい住人             | House of God               |              |
| 16 | 知られざる過去         | The Whole Truth            |              |
| 17 | 心の葛藤               | Jake vs. Jake              |              |
| 18 | クリスマス・プレゼント | A Melrose Place Christmas  |              |
| 19 | 予期せぬ訪問者         | Single White Sister        |              |
| 20 | ジェラシー             | Peanut Butter and Jealousy |              |
| 21 | アリソンの賭け         | Picture Imperfect          |              |
| 22 | 動揺                   | Three's a Crowd            |              |
| 23 | 関係の修復             | My New Partner             |              |
| 24 | 友情と愛情の選択       | Bye Bye Billy              |              |
| 25 | 送別会                 | Irreconcilable Similarites |              |
| 26 | 遺言                   | End Game                   |              |
| 27 | 告白の行方             | The Test                   |              |
| 28 | 誘惑                   | Pushing Boundaries         |              |
| 29 | 思いを告げたくて       | Pas de Trois               |              |
| 30 | 失われた信頼           | Carpe Diem                 |              |
| 31 | つかの間の幸せ         | State of Need              |              |
| 32 | 過去への執着           | Suspicious Minds           |              |

### 第2シーズン
|      | タイトル           | 原題                       | 備考 |
| ---- | ------------------ | -------------------------- | ---- |
| 1    | 新生活がスタート！ | Much Ado About Everything  |      |
| 2    | はがれた仮面       | A Long Night's Journey     |      |
| 3    | 消えない痛み       | Revenge                    |      |
| 4    | 疑惑               | Fire Power                 |      |
| 5    | 追いつめられて…    | Of Bikes and Men           |      |
| 6    | 抑えようのない気持 | Hot and Bothered           |      |
| 7    | 新しい恋           | Flirting with Disaster     |      |
| 8    | もつれていく関係   | No Bed of Roses            |      |
| 9    | 自業自得           | Married to It              |      |
| 10   | 四角関係!?         | The Tangled Web            |      |
| 11   | 悪夢の大惨事       | Collision Course           |      |
| 12   | それぞれの事情     | Cold Turkey                |      |
| 13   | 堕ちたプライド     | Duet for One               |      |
| 14   | 愛と正義の間       | Strange Bedfellows         |      |
| 15   | クリスマスの涙     | Under the Mistletoe        |      |
| 16   | 逮捕されたシドニー | Reunion Blues              |      |
| 17   | マイケルの策略     | Michael's Game             |      |
| 18   | あなたが見えない   | Arousing Suspicions        |      |
| 19   | 長距離恋愛         | The Young Men and the Sea  |      |
| 20   | 愛がこわれるとき   | Parting Glances            |      |
| 21   | 53話目のプロポーズ | Swept Away                 |      |
| 22   | 判決               | With This Ball and Chain   |      |
| 23   | 執念の結婚         | Otherwise Engaged          |      |
| 24   | 殺したい女         | Love, Mancini Style        |      |
| 25   | 遺産騒動           | The Two Mrs. Mancinis      |      |
| 26   | アリソンの悪夢     | In Bed with the Enemy      |      |
| 27   | ビョーキな世界     | Psycho-Therapy             |      |
| 28   | 地獄からきた恋人   | The Bitch Is Back          |      |
| 29   | 母の愛人           | Imperfect Strangers        |      |
| 30   | “ある”使命         | Devil with the G-String On |      |
| 31-1 | 殺害計画           | Till Death Do Us Part      |      |
| 31-2 | 花嫁の秘密         | Till Death Do Us Part      |      |

### 第3シーズン
第64話　今、再開する悲劇
第65話　しのびよる魔の手
第66話　オール　トラブル
第67話　ジェイク爆死
第68話　復活!マイケル・マンシーニ
第69話　また1人豹変す
第70話　哀しい性
第71話　やっぱりおかしなカップル
第72話　ビリーを返して!
第73話　マット、愛の選択
第74話　酒浸りの日々
第75話　ゆりかごを揺らす私
第76話　D&Dでの惨劇
第77話　気になるアイツ
第78話　クリスマスのゴースト
第79話　バイバイベイビー
第80話　“ルームメイト”
第81話　親権は誰の手に
第82話　見つけられた病
第83話　ボクシング　シドニー
第84話　カルト集団からの脱出
第85話　ティファニーで夕食を
第86話　残りの他人は誰と誰?
第87話　新社長誕生
第88話　愛と裏切りのマリブ
第89話　アマンダ　カンバック!!
第90話　復讐の決意
第91話　大逆転の祝杯
第92話　破滅への序曲
第93話　悪魔のささやき
第94話　破滅へのカウントダウン
第95話　メルローズ・プレイス壊滅!!

### 第4シーズン
第96話　新たなる悲劇の始まり
第97話　 暗闇の誘惑
第98話　 無実の証明
第99話　 暴かれた過去
第100話　 悪魔の正体
第101話　 揺れる想い
第102話　 悪魔達の晩餐会
第103話　 ダイヤル“MP”を廻せ!
第104話　 ジャックに殺しの花束を
第105話　 すごすぎる結婚
第106話　 アマンダ暗殺指令
第107話　 しばりあげられた“欲望”
第108話　 第1の悲劇(1は丸で囲んである)
第109話　 私は殺してない!!
第110話　 4組の三角関係
第111話　 絶望の予感
第112話　 破壊されていく人格
第113話　 邪魔者は消せ！
第114話　 愛と死、究極の選択
第115話　 悲劇のプロローグ
第116話　 第2の悲劇
第117話　 濡れたドレスの女
第118話　 奪われた成功
第119話　 ひと夜の恋には裏がある
第120話　 ドロまみれの出世
第121話　 偽りの恋の終わらせ方
第122話　 三重人格！私は誰？
第123話　 ミス・コン母娘の罠
第124話　 幼児虐待？母性の闘い
第125話　 罪深き者に報いあれ！
第126話　 監禁！戦慄の館
第127話　 フルメタル・ベッツィー
第128話　 暴走は止まらない
第129話　 衝撃のラスト　生き残るのは誰だ!

## 受賞記録
| 年   | 受賞名                         | 種類                                                                                   | 備考           |
| ---- | ------------------------------ | -------------------------------------------------------------------------------------- | -------------- |
| 1993 | GLAADメディア賞                | Outstanding Drama Series                                                               |                |
|      | ピープルズ・チョイス・アワード | Favorite New TV Dramatic Series                                                        |                |
| 1994 | ゴールデングローブ賞           | Best Performance by an Actress in a TV-Series - Drama                                  | ノミネートのみ |
| 1995 | ASCAP Award                    | Top TV Series                                                                          |                |
| 1996 | ASCAP Award                    | Top TV Series                                                                          |                |
|      | BMI TV Music Award             | Eddie Arkin                                                                            |                |
|      | ゴールデングローブ賞           | 女優賞（ドラマ部門）                                                                   | ノミネートのみ |
|      | Image Award                    | Outstanding Supporting Actress in a Drama Series                                       | ノミネートのみ |
| 1997 | ASCAP Award                    | Top TV Series                                                                          |                |
|      | ゴールデングローブ賞           | 女優賞（ドラマ部門）                                                                   | ノミネートのみ |
| 2000 | Young Artist Award             | Best Performance in a TV Drama Series - Young Actress Age Ten and Under(Chea Courtney) | ノミネートのみ |
| 2004 | TV Land Award                  | Favorite Teen Dream - Female （ヘザー・ロックリアHeather Locklear）                    | ノミネートのみ |

## スピンオフ&続編
- モデル・エージェンシー/女たちの闘い Models Inc.

本作のスピンオフで、アマンダの母ヒラリーが経営するモデル斡旋所が舞台。そのお膳立てとして、本作にもヒラリーや新人モデルがゲスト出演した。映画『マトリックス』でブレイクする前のキャリー＝アン・モスもレギュラー出演していた。本作と同じFOX系列で、1994年6月29日から1995年3月6日まで放送された（1シーズン限りで打ち切り）。日本ではNHK-BS2で放送。
- Melrose Place

本作の直接の続編で、タイトルも舞台も同じ。時を経て管理人になっていたシドニーが、ある日、謎の死を遂げる、というミステリー仕立て。The CW系列で、2009年9月8日から2010年4月13日まで放送された（1シーズン限りで打ち切り）。